# Jannie Hansen
Jannie Hansen (* 6. Oktober 1963) ist eine ehemalige dänische Fußballspielerin.

## Karriere
Hansen spielte im Seniorinnenbereich zuletzt 1990 in Odense auf der Insel Fünen für die Frauenfußballmannschaft des Boldklubben 1909 in der höchsten Spielklasse, bevor sie zum Ligakonkurrenten und Kopenhagener Vorortverein Boldklubben Rødovre wechselte. 
Am 30. August 1986 kam Hansen in Kolding beim 1:1-Unentschieden im Freundschaftsspiel gegen die Nationalmannschaft der Niederlande zu ihrem ersten Länderspiel. Im Jahr 1991 nahm sie mit ihrer Mannschaft an der Premiere der (für Frauen) offiziellen Weltmeisterschaft teil und wurde in allen drei Spielen der Gruppe A eingesetzt. Zuvor wurde sie am 10. und 14. Juli desselben Jahres in den beiden Spielen der EM-Finalrunde eingesetzt. Ihren letzten Einsatz als Nationalspielerin der DBU hatte sie am 10. März 1992 im zyprischen Paralimni bei der 1:3-Niederlage gegen die Nationalmannschaft Schwedens bei ihrer insgesamt dritten Teilnahme am Turnier um den Open-Nordic-Cup, als Alternative zu den (seit 1982 nicht mehr ausgetragenen) Nordischen Meisterschaften. In ihrer Länderspielkarriere gelangen ihr als Abwehrspielerin vier Tore, von denen sie ihr erstes am 8. November 1987 in Blackburn im zweiten Spiel der EM-Qualifikationsgruppe 1 bei der 1:2-Niederlage gegen die Nationalmannschaft Englands mit dem Treffer zum Endstand in der 44. Minute erzielte.

## Erfolge
- Viertelfinalist Weltmeisterschaft 1991
- Dritter Europameisterschaft 1991